# Italia ai campionati del mondo di atletica leggera 2019
La squadra italiana ai Campionati del mondo di atletica leggera 2019, disputati a Doha dal 27 settembre al 6 ottobre, è stata composta da 66 atleti (34 uomini e 32 donne).
La squadra ha conquistato una sola medaglia di bronzo e nella classifica dei finalisti si è piazzata 26ª con 16 punti.

## Uomini
| Specialità        | Atleta | Turno      | Risultato | Prestazione | Note                                     |
| ----------------- | --- | ---------- | --------- | ----------- | ---------------------------------------- |
| 100 m             | Filippo Tortu | Batteria   | Q         | 10"20       |                                          |
| 100 m             | Filippo Tortu | Semifinale | q         | 10"11       |                                          |
| 100 m             | Filippo Tortu | Finale     | 7º        | 10"07       | Miglior prestazione personale stagionale |
| 100 m             | Marcell Jacobs | Batteria   | Q         | 10"07       |                                          |
| 100 m             | Marcell Jacobs | Semifinale | Eliminato | 10"20       |                                          |
| 200 m             | Fausto Desalu | Batteria   | q         | 20"43       |                                          |
| 200 m             | Fausto Desalu | Semifinale | Eliminato | 20"73       |                                          |
| 200 m             | Antonio Infantino | Batteria   | Eliminato | 20"89       |                                          |
| 400 m             | Davide Re | Batteria   | Q         | 45"08       |                                          |
| 400 m             | Davide Re | Semifinale | Eliminato | 44"85       |                                          |
| 5 000 m           | Yemaneberhan Crippa | Batteria   | Eliminato | 13'29"08    |                                          |
| 5 000 m           | Said El Otmani | Batteria   | dnf       |             |                                          |
| 10 000 m          | Yemaneberhan Crippa | Finale     | 8º        | 27'10"76    | Record nazionale                         |
| Maratona          | Yassine Rachik | Finale     | 12º       | 2h12'41"    |                                          |
| Maratona          | Eyob Faniel | Finale     | 15º       | 2h13'57"    | Miglior prestazione personale stagionale |
| Maratona          | Daniele Meucci | Finale     | dnf       |             |                                          |
| 3 000 m siepi     | Yohanes Chiappinelli | Batteria   | Eliminato | 8'24"73     |                                          |
| 3 000 m siepi     | Osama Zoghlami | Batteria   | Eliminato | 8'28"57     |                                          |
| 110 m ostacoli    | Hassane Fofana | Batteria   | q         | 13"49       |                                          |
| 110 m ostacoli    | Hassane Fofana | Semifinale | Eliminato | 13"52       |                                          |
| 110 m ostacoli    | Lorenzo Perini | Batteria   | Eliminato | 13"70       |                                          |
| Salto in alto     | Gianmarco Tamberi | Qualifica  | q         | 2,29 m      |                                          |
| Salto in alto     | Gianmarco Tamberi | Finale     | 8º        | 2,27 m      |                                          |
| Salto in alto     | Stefano Sottile | Qualifica  | Eliminato | 2,26 m      |                                          |
| Salto con l'asta  | Claudio Stecchi | Qualifica  | Q         | 5,75 m      |                                          |
| Salto con l'asta  | Claudio Stecchi | Finale     | 8º        | 5,70 m      |                                          |
| Salto triplo      | Andrea Dallavalle | Qualifica  | Eliminato | 15,09 m     |                                          |
| Getto del peso    | Leonardo Fabbri | Qualifica  | Eliminato | 20,75 m     |                                          |
| Lancio del disco  | Giovanni Faloci | Qualifica  | Eliminato | 59,77 m     |                                          |
| Marcia 20 km      | Massimo Stano | Finale     | 14º       | 1h31'36"    |                                          |
| Marcia 20 km      | Matteo Giupponi | Finale     | 25º       | 1h34'29"    |                                          |
| Marcia 20 km      | Giorgio Rubino | Finale     | dns       |             | [ 3 ]                                    |
| Marcia 50 km      | Michele Antonelli | Finale     | 16º       | 4h22'20"    |                                          |
| Marcia 50 km      | Teodorico Caporaso | Finale     | dnf       |             |                                          |
| Staffetta 4×100 m | Federico Cattaneo Marcell Jacobs Davide Manenti Filippo Tortu (Riserve: Eseosa Desalu Roberto Rigali Antonio Infantino) | Batteria   | Eliminata | 38"11       | Record nazionale                         |
| Staffetta 4×400 m | Edoardo Scotti Vladimir Aceti Matteo Galvan Davide Re (Riserve: Daniele Corsa Brayan Lopez Michele Tricca)              | Batteria   | Q         | 3'01"60     | [ 4 ]                                    |
| Staffetta 4×400 m | Edoardo Scotti Vladimir Aceti Matteo Galvan Davide Re (Riserve: Daniele Corsa Brayan Lopez Michele Tricca)              | Finale     | 6º        | 3'02"78     | [ 5 ]                                    |

## Donne
| Specialità          | Atleta | Turno      | Risultato | Prestazione | Note                                     |
| ------------------- | --- | ---------- | --------- | ----------- | ---------------------------------------- |
| 200 m               | Gloria Hooper | Batteria   | Eliminata | 23"33       |                                          |
| 400 m               | Maria Benedicta Chigbolu | Batteria   | Eliminata | 52"63       |                                          |
| 800 m               | Eleonora Vandi | Batteria   | Eliminata | 2'04"98     |                                          |
| Maratona            | Sara Dossena | Finale     | dnf       |             |                                          |
| Maratona            | Giovanna Epis | Finale     | dnf       |             |                                          |
| 100 m ostacoli      | Luminosa Bogliolo | Batteria   | Q         | 12"80       |                                          |
| 100 m ostacoli      | Luminosa Bogliolo | Semifinale | Eliminata | 13"06       |                                          |
| 400 m ostacoli      | Ayomide Folorunso | Batteria   | Q         | 55"20       |                                          |
| 400 m ostacoli      | Ayomide Folorunso | Semifinale | Eliminata | 55"36       |                                          |
| 400 m ostacoli      | Yadisleidy Pedroso | Batteria   | Q         | 55"78       | Miglior prestazione personale stagionale |
| 400 m ostacoli      | Yadisleidy Pedroso | Semifinale | Eliminata | 55"40       | Miglior prestazione personale stagionale |
| 400 m ostacoli      | Linda Olivieri | Batteria   | Eliminata | 56"82       |                                          |
| Salto in alto       | Alessia Trost | Qualifica  | Eliminata | 1,92 m      |                                          |
| Salto in alto       | Elena Vallortigara | Qualifica  | Eliminata | 1,89 m      |                                          |
| Salto con l'asta    | Roberta Bruni | Qualifica  | Eliminata | 4,35 m      |                                          |
| Salto in lungo      | Tania Vicenzino | Qualifica  | Eliminata | 6,23 m      |                                          |
| Salto in lungo      | Laura Strati | Qualifica  | Eliminata | 6,05 m      |                                          |
| Salto triplo        | Ottavia Cestonaro | Qualifica  | Eliminata | 13,97 m     |                                          |
| Lancio del disco    | Daisy Osakue | Qualifica  | Eliminata | 57,55 m     |                                          |
| Lancio del martello | Sara Fantini | Qualifica  | Eliminata | 66,58 m     |                                          |
| Marcia 20 km        | Antonella Palmisano | Finale     | 13ª       | 1h37'36"    | Miglior prestazione personale stagionale |
| Marcia 20 km        | Valentina Trapletti | Finale     | 17ª       | 1h38'22"    |                                          |
| Marcia 50 km        | Eleonora Giorgi | Finale     | Bronzo    | 4h29'13"    |                                          |
| Marcia 50 km        | Mariavittoria Becchetti | Finale     | dnf       |             |                                          |
| Marcia 50 km        | Nicole Colombi | Finale     | dnf       |             |                                          |
| Staffetta 4×100 m   | Johanelis Herrera Abreu Gloria Hooper Anna Bongiorni Irene Siragusa (Riserve: Zaynab Dosso Alessia Pavese)                         | Batteria   | q         | 42"90       | Record nazionale                         |
| Staffetta 4×100 m   | Johanelis Herrera Abreu Gloria Hooper Anna Bongiorni Irene Siragusa (Riserve: Zaynab Dosso Alessia Pavese)                         | Finale     | 7ª        | 42"98       |                                          |
| Staffetta 4×400 m   | Maria Benedicta Chigbolu Ayomide Folorunso Giancarla Trevisan Raphaela Lukudo (Riserve: Alice Mangione Marta Milani Rebecca Borga) | Batteria   | Eliminata | 3'27"57     | [ 6 ]                                    |

## Misti
| Specialità        | Atleta                                                         | Turno    | Risultato | Prestazione | Note  |
| ----------------- | -------------------------------------------------------------- | -------- | --------- | ----------- | ----- |
| Staffetta 4×400 m | Edoardo Scotti Giancarla Trevisan Raphaela Lukudo Brayan Lopez | Batteria | Eliminata | 3'16"52     | [ 7 ] |